# Paroligolophus
Genre
Paroligolophus est un genre d'opilions eupnois de la famille des Phalangiidae.

## Distribution
Les espèces de genre se rencontrent en écozone paléarctique.

## Liste des espèces
Selon World Catalogue of Opiliones (28/04/2021) :
- Paroligolophus agrestis (Meade, 1855)
- Paroligolophus laevis (Roewer, 1956)
- Paroligolophus meadii (Pickard-Cambridge, 1891)

## Publication originale
- Lohmander, 1945 : « Arachnologische Fragmente 2. Uber die schwedischen Arten der Opilionengattung Oligolophus C. L. Koch. » Göteborgs Kungliga Vetenskaps- och Vitterhets-Samhälles handlingar, section B, Matematiska och naturvetenskapliga skrifter, sér. 6, vol. 3, no 9, p. 15-30.